# Coolgardie
Coolgardie es una pequeña localidad situada en el estado australiano de Australia Occidental, a 558 kilómetros al este de la capital estatal, Perth. Tiene una población de aproximadamente 800 personas.
A pesar de que Coolgardie es conocida por la mayoría de los australianos occidentales como ciudad turística y parte de ella ciudad fantasma, llegó a ser la tercera ciudad más grande de Australia Occidental (después de Perth y Fremantle). En esa época, la minería del oro era una industria importante: reemplazando la débil economía con una nueva esperanza. Muchos mineros sufrieron duras condiciones: para unos cuantos mereció la pena, ya que se enriquecieron. La mayoría de hombres, aun así, se empobrecieron, frustrando sus esperanzas.

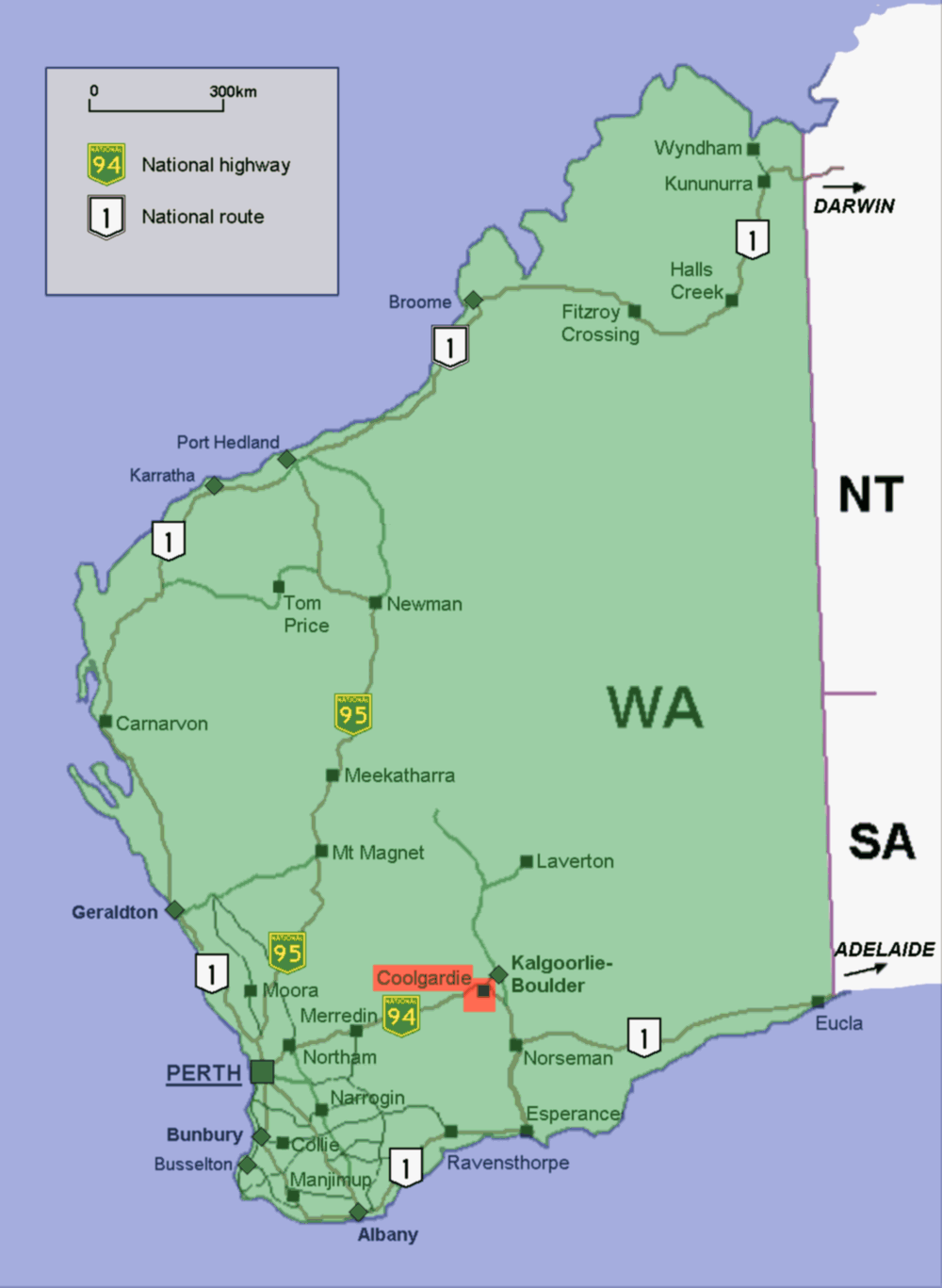
Localización de Coolgardie en Australia Occidental (en rojo).

- Datos: Q1129708
- Multimedia: Coolgardie, Western Australia / Q1129708